# Джентълмени с късмет!
Джентълмени, с късмет! (Руски: Джентельмены, удачи!) е руска филмова комедия, режисирана от Александър Баранов и Дмитро Киселев, от Bazelevs Distribution, римейк на филма Джентълмени с късмет от 1971 г.

## Сюжет
Героят на филма, несериозният аниматор на детския център Льоша Трьошкин, визуално прилича на известния рецидивист и убиец с прякор "Cмайлик". Престъпникът има навика да се усмихва, когато убива.
"Смайлик" открадна "Доспехите на Златния воин" - скъпоценна реликва на Казахстан - от музея в Санкт Петербург. Разчитайки на физиономичното сходство, полицейският лейтенант Ирина Славина задържа Трьошкин, но, разбирайки грешката, не го освобождава, а принуждава Трьошкин да помогне на разследването да върне реликвата и да арестува престъпника.
Лиоша ще трябва да отиде в Египет под прикритието на Смайли, където седят неговите съучастници - закоравелият Шатун и младият крадец Муха. Трьошкин се съгласява.

## В ролите
- Сергей Безруков - Алексей Трешкин, аниматор на детския център / Семьон "Смайлик" Измайлов, бандит
- Гоша Куценко - Игор Шатунов ("Шатун"), крадец
- Антон Богданов - Антон Мухин ("Муха"), крадец
- Марина Петренко като Ирина Владимировна Славина, полицейски лейтенант
- Дато Бахтадзе - Джафар
- Валентин Смирницки като Владимир Николаевич Славин, генерал-майор от полицията, началник на Главното управление на вътрешните работи на Санкт Петербург и Ленинградска област
- Толепберген Байсакалов — Касимбетов, професор по археология
- Олга Мединич - Алина
- Иван Ивашкин - "Хот дог", аниматор, любовник на булката на Трешкин
- Константин Мурзенко - "Нокът", крадец, работещ във фабрика
- Гоша Баранов - Федор, момче, приятел на Трошкин
- Йолка - камео, звезда на фирмено парти
- Владимир Чагин - камео, пилот на рали Дакар
- Максим Лагашкин - администратор на търговски център